# Coprophanaeus ignecinctus
Coprophanaeus ignecinctus là một loài bọ cánh cứng trong họ Bọ hung (Scarabaeidae).